# Джавское наречие
Кударо-джа́вское наре́чие осети́нского языка́ (осет. къуыдайраг ныхасыздæхт или дзауаг ныхасыздæхт, рус. также джавский или двальский говор) — одна из разновидностей кударского наречия, распространённая на значительной части территории Южной Осетии.

## Лингвистические особенности
По рефлексам старых аффрикат кударо-джавское наречие сильно отличается как от дигорского диалекта, так и от других иронских говоров: старо-двальские шипящие аффрикаты (ч, дж, чъ) соответствуют дигорско-иронским свистящим аффрикатам (ц, дз, цъ); в кударо-джавском (ново-двальском) это различие ещё более усугубилось тем, что шипящие его аффрикаты изменились в шипящие спиранты (ш, ж, цъ).
По всем основным фонетическим, морфологическим и лексическим признакам кударо-джавское наречие смыкается с иронским и противостоит дигорскому диалекту. В южных говорах больше грузинских заимствований, в северных на месте тех же заимствований — русские корни (например, «роза» на севере называется розæ, а на юге уарди).
Некоторые авторы, как Г. С. Ахвледиани, Ю. А. Дзиццойты и И. Гершевич выделяют кударо-джавского наречия в качестве третьего диалекта в осетинском языке (в частности, на основании особой парадигмы будущего времени глагола). И. Гершевич, кроме того, указывал на близость кударо-джавского с рядом скифских рефлексов, считая этот диалект потомком скифского, в отличие от иронского диалекта, который, по его мнению, является потомком сарматского. В свою очередь Ф. Тордарсон полагал, что кударо-джавское наречие в некотором отношении представляет собой более архаичный диалект, в отличие от родственных ему северо-иронских. А Я. Харматта высказывал мнение о возможной связи некоторых рефлексов в старо-кудароджавском непосредственно с древнеиранскими.

### Современная диалектная структура осетинского языка
- Осетинский язык
  - Дигорский диалект
    - Стародигорский говор †
    - Горнодигорский говор и дигоринский говор
    - Чиколинский говор

- -     - Уаллагкомское наречие (переходное между двумя диалектами)

  - Иронский диалект
    - Двальское (стародвальское) наречие † → кударо-джавское (новодвальское) наречие
      - Туальский говор † (переходный между двумя наречиями)

    - Североиронское наречие (условная группа родственных говоров)
      - Урс-туальский (рокский) говор и чсанский (ксанский) говор
      - Алагирский говор † (вытеснен куртатинским говором)
      - Куртатинский говор.

## Распространение
Распространён на 60 % всей Республики Южная Осетия: город Цхинвал и западная часть Цхинвальского района, весь Знаурский район, почти весь Дзауский район с Кударским ущельем и городом Квайса, кроме северо-восточного Урстуальского ущелья. Также на нём разговаривают 75 % всех осетин, живущих в Грузии. Большое распространение в Республике Северная Осетия-Алания: первое поселение крупное смешанно диалектное село Ногир, позднее с 1930-х ст. Змейская, с. Иран, и локально в сёлах Эльхотова, Комсомольское,  позднее с 1944 года и позже: крупнейшее село Сунжа, Октябрьское[уточнить], Камбилеевское, Ир, Донгарон, Дачное, смешанно диалектное село Тарское, так же Балта, сёла Михайловское, Алханчурт, Нижняя Саниба, Эльхотово, Мизур, Црау, станица Архонская, столица город Владикавказ, посёлок при адс. Владикавказ, Заводской, так же в городах Алагир, Ардон, Беслан, Моздок.